# Вальдекуенка
Вальдекуенка (ісп. Valdecuenca) — муніципалітет в Іспанії, у складі автономної спільноти Арагон, у провінції Теруель. Населення — 56 осіб (2010).
Муніципалітет розташований на відстані близько 190 км на схід від Мадрида, 26 км на захід від міста Теруель.

## Демографія
Динаміка населення (INE ):